# Orlík (námořní loď)
Orlík, později označován jako Orlík 1, byla československá obchodní loď vyrobená v polské loděnici v Gdaňsku pro Čínu. Ta ovšem nesměla provozovat vlastní námořní dopravu (nebyla tehdy v OSN), proto se plavila se pod čs. vlajkou v letech 1962 až 1967. Její posádku tvořilo 42 mužů. 

## Stavba a parametry lodě
Loď převzala Československá námořní plavba, postavili ji v Polsku pro Čínu v roce 1958, kdy získala jméno Ho-Ping. Byla dlouhá 154 metrů, hrubá prostornost 6 785 BRT, nosnost 10 350 DWT, ponor 8,5 metru. Byla poháněná jedním vznětovým motorem značky FIAT se spotřebou 25 tun pohonných hmot denně a výkonem 5 882 kW. Dokázala vyvinout cestovní rychlost 18 uzlů, což byla v té době vůči všem našim lodím rychlost vysoká. Měla kajuty pro 12 cestujících a salónek s barem. Motor byl výkonný, složitý a poměrně poruchový. Díky dobré konstrukci proplula bez úhony i okem tropické bouře. 

## Další osud
Jméno loď měnila vícekrát. Původně Ho-Ping byl provozován v Chipolbroku jako Frederik Chopin, v československých službách byla Orlíkem, změnila jméno i po prodeji čínským rejdařům v roce 1967. Dne 17. ledna 1967 byla loď spolu s několika dalšími předána Číně v rámci finančního vyrovnání.
Stejně jako jména lodě se měnili kapitáni lodi, byli z Číny, ČSSR, SSSR.

## Poznámka
Údaje o spotřebě a rychlosti se u obou zdrojů (kniha, web) liší.